# 제갈과
제갈과(第葛果, ? ~ ?)는 제갈량의 서녀로 추정되는 인물이다.
민간전승에 따르면 평생 결혼치 않고 살다가,사망했다고 한다.

## 기록
《제갈충무후문집諸葛忠武侯文集》에는 충무후(제갈량)의 딸의 이름이 과(果)라고 하는 것이《집선록(集仙錄)》에 보인다고 했다, 명나라 시대 《역대신선통감(歷代神仙通鑑)》 10권 제6절에 따르면 다음과 같은 일화가 전해진다.
제갈량은 (자식) 3남 1녀를 부르자 마중나가서 참배했다고 감개무량했는데, 제갈균은 "형 3명(제갈근, 제갈량, 제갈탄)이 각각 3국에서 출사했으니 우리 가문이 번성할 것 입니다"이라고 말했다.
그러나 제갈량은 눈썹을 찡그리며 말했다.
"주역에 나오는 안위불위(安不忘危, 편안한 가운데서도 늘 위험을 잊지 않는다는 뜻으로,늘 스스로를 경계하여 언제 닥쳐올지 모르는 어려움에 대처함을 이르는 말)라는 말을 아는가? 내가 말을 들으니 제갈각 이 조카가 성정이 강조(剛躁, 강하고 조급함)하니 가문의 자제를 보존하지 못할 것이라 했네, 제갈탄은 고집이 있고 꾀가 적으니 아마 끝을 잘 맺지 못할 것이네, 나의 책임도 무거우니 몸소 나라를 지킬 것이네. 이 딸(제갈과)은 아직 결혼을 하지 않아 늘 이 아이에게 액운과 싸우는 법을 가르친다네. 그런 즉슨 봉사(奉事)하고 꾸준하여 나중에는 반드시 선과를 증명할 것이니 그런 까닭에 이름을 과(果)라고 하였네."
제갈량의 딸은 선과가 있다는 것을 반드시 증명한다고 하여 이름을 과(果)로 하였다. 청나라 시대의 《제갈충무후문집(諸葛忠武侯文集)》 1권 인용 《조진관기(朝真観記)》에 따르면 전하는 바에 의하면 제갈량의 딸은 이곳에서 전란을 피하여 마침내 선도를 닦고 우화승천하였다고 한다. 당나라 현종시대에 성도 근처에 그녀를 모시는 사당이 지어졌다고 전해져오고 있다. 민간의 전설에 따르면 제갈과의 용모가 아름답고 평생 결혼하지 않았으며 성도의 조진관에서 수행했다고 한다.
그러나 중국 근대 역사학자 장숭침(張崇琛)은 제갈과의 존재에 대해 신빙성을 부정했다.